# فيليب فرانز فون سيبولد
فيليب فرانز فون سيبولد (1796-1866) (بالإنجليزية: Philipp Franz von Siebold)‏ هو عالم نبات ألماني.